# Reserva Aquicuana
La Reserva Municipal Aquicuana és una àrea natural protegida situada a uns 20 km de la ciutat de Riberalta, al Beni, al nord de Bolívia i directament al mig de la Amazonia. Es troba aquí el Llac San José, un centre de retir medicinal, Pisatahua, i dues comunitats, San José i Warnes. El seu nom, Aquicuana, ve del nom ancestral del llac, el qual va ser batejat Aquicuana en la llengua indígena Tacana, i significa lloc de grans arbres.

## Història
Oficialment va aparèixer el 1995, quan el municipi de Riberalta va posar la primera llei de protecció per al Llac San José. Després, en 2004, la municipalitat va estendre les fronteres de la reserva a les 1,600 hectàrees.
En 2016, amb la col·laboració de les comunitats locals, la municipalitat de Riberalta i les associacions Sustainable Bolivia i Fundació Amazonia, la reserva es va expandir aconseguint més de 20.000 hectàrees. L'objectiu de fer del lloc una reserva oficial, era protegir-la de l'expansió de l'agricultura i la ramaderia intensiva, la desforestació, la mineria i l'extracció dels seus recursos naturals, alhora que preservar una vida digna per a les comunitats que allí habiten.
Ubicació
La reserva està situada en plena selva amazònica, en el Beni, província de Vaca Díez, Bolívia. La reserva també està prop de la frontera del Departament de Pando i de Brasil. Prop de la ciutat de Riberalta (també anomenada la capital de la Amazonía Boliviana), des d'on es pot arribar prenent un taxi (motocicleta o cotxe).

## Clima
Com qualsevol reserva a la selva, Aquicuana té un entorn i un clima humit i tropical. És calorós i humit entre els mesos d'octubre a abril, i sec, encara que calorós entre maig i setembre. Les temperatures no excedeixen els 35 graus, però poden descendir a menys de 20 graus quan arriba el fred vent del sud. Així i tot, durant l'època humida, la pluja pot aconseguir els 4000mm.

## Biodiversitat de la reserva
La reserva conté una gran biodiversitat amazónica, i s'han fet alguns estudis sobre això. De moment, no s'ha aconseguit un inventari complet. La reserva assegura la protecció de la naturalesa, però també permet la seva observació.

### Mamífers
Els mamífers més coneguts i registrats en la reserva són jaguars, armadillos i micos.

### Amfibis
Hi ha aproximadament quaranta tipus de granotes presents en la reserva, totes elles identificades oficialment. Podem esmentar la “granota verda” Pyhllomedusa camba. Pot mesurar fins a 83 mm. És coneguda per la seva lentitud i les seves dificultats per saltar. És fàcilment recognoscible pel seu color verd clar. També es pot esmentar el Pipa Pipa, també anomenat Gripau comú de Suriname. Se li distingeix per no emetre cançons d'amor a l'hora d'aparellar-se amb femelles, com altres espècies, sinó per trencar-se a si mateix l'os de la gola.

### Aus
La reserva compta ara amb més de 330 espècies diferents d'aus. Entre les aus més conegudes en la reserva, es troba l'Arasarí acollarado (), més conegut com a Tucanillo. Se li reconeix fàcilment gràcies a la seva part baixa groga amb una banda vermella amarronada, i té el cap marró. També trobem el Guacamayo Macau (), també recognoscible gràcies al seu colorit. És una de les 4 espècies d'Ara visibles en la reserva. Finalment, es pot veure una espècie rara i endèmica de la regió: el Tororoí Riberalteño (Hylopezus auricularis) (). Està classificat com a “vulnerable” per la Unió Internacional de la Conservació de la Naturalesa (IUCN), pel seu nombre reduït d'individus. Només existeix a Riberalta i als seus voltants. Té una “màscara” marró al voltant dels seus ulls sota una corona grisa amb un solc estriat i la seva part superior és de color marró oliva.

### Insectes
Com qualsevol part de la Amazonia, Aquicuana està plena d'insectes. Entre els més recognoscibles i fàcilment identificables, estan les papallones. La de la banda vermella, Biblis Hyperia, és nombrosa i pot mesurar des de 51mm a 76mm, i posseeix unes ales molt adornades. El seu revers és d'un marró més clar amb una banda rosa. Morpho deidama també és una espècie molt present en la reserva.

## Les comunitats
Dues comunitats han viscut en la reserva durant anys: Warnes i San José. Ambdues tenen un sistema democràtic en l'elecció del president de la comunitat. Ambdues viuen dels recursos de la reserva, com l'agricultura i la pesca.

### Warnes
La comunitat de Warnes va ser creada el 1957 per ramaders que volien viure en una comunitat amb menys quantitat de població. Van ser seduïts per l'entorn que ofereix aquest lloc, així que amb la finalitat de tenir accés a una educació i a l'aigua, van formalitzar una comunitat el 16 de juny de 1957.
La comunitat viu exclusivament de l'explotació dels recursos naturals. El cultiu de la terra, la collita de l'ametlla brasilera, la pesca i la cria regeixen el dia a dia dels habitants de la comunitat.

### San José
La comunitat de San José és menys accessible que la comunitat de Warnes. Per aquesta raó, està menys desenvolupada i té menys infraestructura. Va ser fundada el 1975 per 15 famílies que es van assentar prop del riu per dedicar-se a l'explotació del cautxú. De fet, la companyia “Casa Suárez” (veure Nicolás Suárez Callaú) va estar molt present per aquesta època a la regió i va contractar a molta gent. Malgrat el pràcticament tancament instantani de la producció de cautxú, la comunitat va romandre en aquestes terres.
Avui dia, la comunitat té 27 famílies, aproximadament unes 200 persones. La comunitat viu també de l'arròs, la banana i del cultiu de yuca. Qualsevol cosa que no sigui consumida, s'embeni al mercat de Riberalta. I també com en Warnes, el president de la comunitat és triat cada dos anys pels caps de família (tant homes com a dones).

## Ecoturisme
Les comunitats s'organitzen entre elles per proporcionar excursions per a turistes que desitgen explorar la selva amazònica. La idea és assegurar que els turistes puguin visitar la reserva alhora que respecten la naturalesa.

## Pisatahua
Pisatahua és un retir integratiu de plantes medicinals i ayahuasca, situat en la mateixa reserva. Aquest entorn ofereix un lloc immers en la amazónica, alhora que treballa amb les plantes medicinals tradicionals.